# Lista siturilor arheologice din județul Neamț - M
Lista siturilor arheologice din județul Neamț - M conține toate siturile arheologice din județul Neamț înscrise în Repertoriul Arheologic Național (RAN) și aflate în localități al căror nume începe cu litera M. RAN este administrat de Ministerul Culturii și Patrimoniului Național și cuprinde date științifice, cartografice, topografice, imagini și planuri, precum și orice alte informații privitoare la zonele cu potențial arheologic, studiate sau nu, încă existente sau dispărute.
Puteți căuta un sit din localitățile care încep cu litera M folosind formularul de mai jos sau puteți naviga prin toate siturile din județ la Lista siturilor arheologice din județul Neamț.
| Cod RAN                                    | Denumire | Localitate                                  | Adresă        | Datare                 | Descoperit | Coordonate                                      | Imagine           | Erori            |
| ------------------------------------------ | --- | ------------------------------------------- | ------------- | ---------------------- | ---------- | ----------------------------------------------- | ----------------- | ---------------- |
| 125043.01.01 (Cod LMI: NT-II-m-A-10629.01) | Ansamblul Mănăstirii Neamț / ansamblu Biserica "Înălțarea Domnului" (Categorie: structură de cult/religioasă) (Tip: Biserică)                          | sat Mânăstirea Neamț, comuna Vânători-Neamț |               | 1497                   |            |                                                 | Încărcați imagine | Raportați eroare |
| 125043.01.02 (Cod LMI: NT-II-m-A-10629.02) | Ansamblul Mănăstirii Neamț / ansamblu Biserica "Sf. Gheorghe" (Categorie: structură de cult/religioasă) (Tip: Biserică)                                | sat Mânăstirea Neamț, comuna Vânători-Neamț |               | sec. XIV, apoi sec. XV |            |                                                 | Încărcați imagine | Raportați eroare |
| 125043.01.03 (Cod LMI: NT-II-m-A-10629.11) | Ansamblul Mănăstirii Neamț / ansamblu anonim (Categorie: structură de cult/religioasă) (Tip: Incinta)                                                  | sat Mânăstirea Neamț, comuna Vânători-Neamț |               | sec. XV                |            |                                                 | Încărcați imagine | Raportați eroare |
| 125043.01 (Cod LMI: NT-II-a-A-10629)       | Ansamblul Mănăstirii Neamț / ansamblu anonim (Categorie: structură de cult/religioasă)                                                                 | sat Mânăstirea Neamț, comuna Vânători-Neamț |               |                        |            | 47°16′24″N 26°11′50″E / 47.273289°N 26.197156°E | Încărcați imagine | Raportați eroare |
| 125043.01 (Cod LMI: NT-II-a-A-10629)       | Ansamblul Mănăstirii Neamț / ansamblu anonim (Categorie: structură de cult/religioasă)                                                                 | sat Mânăstirea Neamț, comuna Vânători-Neamț |               |                        |            | 47°16′24″N 26°11′50″E / 47.273289°N 26.197156°E | Încărcați imagine | Raportați eroare |
| 125043.01 (Cod LMI: NT-II-a-A-10629)       | Ansamblul Mănăstirii Neamț / ansamblu anonim (Categorie: structură de cult/religioasă)                                                                 | sat Mânăstirea Neamț, comuna Vânători-Neamț |               |                        |            | 47°16′24″N 26°11′50″E / 47.273289°N 26.197156°E | Încărcați imagine | Raportați eroare |
| 125043.01 (Cod LMI: NT-II-a-A-10629)       | Ansamblul Mănăstirii Neamț / ansamblu anonim (Categorie: structură de cult/religioasă)                                                                 | sat Mânăstirea Neamț, comuna Vânători-Neamț |               |                        |            | 47°16′24″N 26°11′50″E / 47.273289°N 26.197156°E | Încărcați imagine | Raportați eroare |
| 125043.01.04 (Cod LMI: NT-II-a-A-10629)    | Ansamblul Mănăstirii Neamț / ansamblu Turnul Pârgului (Categorie: structură de cult/religioasă) (Tip: Turn)                                            | sat Mânăstirea Neamț, comuna Vânători-Neamț |               | sec. XV                |            | 47°16′24″N 26°11′50″E / 47.273289°N 26.197156°E | Încărcați imagine | Raportați eroare |
| 125043.04.01                               | Situl arheologic medieval Mănăstirea Neamț-Schit Nifon / ansamblu Schit Nifon (Categorie: structură de cult/religioasă) (Tip: Locuire)                 | sat Mânăstirea Neamț, comuna Vânători-Neamț | Schit Nifon   |                        |            | 47°12′26″N 26°10′09″E / 47.20722°N 26.16917°E   | Încărcați imagine | Raportați eroare |
| 125043.04.02                               | Situl arheologic medieval Mănăstirea Neamț-Schit Nifon / ansamblu Biserica Schitului Nifon (Categorie: structură de cult/religioasă) (Tip: Biserică)   | sat Mânăstirea Neamț, comuna Vânători-Neamț | Schit Nifon   |                        |            | 47°12′26″N 26°10′09″E / 47.20722°N 26.16917°E   | Încărcați imagine | Raportați eroare |
| 125043.04.03                               | Situl arheologic medieval Mănăstirea Neamț-Schit Nifon / ansamblu Cimitirul Schitului Nifon (Categorie: structură de cult/religioasă) (Tip: Necropolă) | sat Mânăstirea Neamț, comuna Vânători-Neamț | Schit Nifon   |                        |            | 47°12′26″N 26°10′09″E / 47.20722°N 26.16917°E   | Încărcați imagine | Raportați eroare |
| 121769.01.01                               | Situl arheologic Latene de la Mastacăn / ansamblu anonim (Categorie: locuire) (Tip: Așezare)                                                           | sat Mastacăn, comuna Borlești               |               | carpică sec. II - III  |            | 46°47′00″N 26°30′00″E / 46.78333°N 26.5°E       | Încărcați imagine | Raportați eroare |
| 121769.01.02                               | Situl arheologic Latene de la Mastacăn / ansamblu anonim (Categorie: locuire) (Tip: Necropolă)                                                         | sat Mastacăn, comuna Borlești               |               | carpică sec. II - III  |            | 46°47′00″N 26°30′00″E / 46.78333°N 26.5°E       | Încărcați imagine | Raportați eroare |
| 122178.01.01 (Cod LMI: NT-I-m-B-10517.02)  | Situl arheologic de la Mănoaia / ansamblu anonim (Categorie: locuire civilă) (Tip: Așezare)                                                            | sat Mănoaia, comuna Costișa                 |               | sec. IV - VI           |            | 46°45′00″N 26°40′00″E / 46.75°N 26.66667°E      | Încărcați imagine | Raportați eroare |
| 122178.01.02 (Cod LMI: NT-I-m-B-10517.01)  | Situl arheologic de la Mănoaia / ansamblu anonim (Categorie: locuire civilă) (Tip: Așezare)                                                            | sat Mănoaia, comuna Costișa                 |               | sec. X - XI            |            | 46°45′00″N 26°40′00″E / 46.75°N 26.66667°E      | Încărcați imagine | Raportați eroare |
| 123237.01.01 (Cod LMI: NT-I-m-B-10518.02)  | Situl arheologic de la Moldoveni - "Dealul Gabăra" / ansamblu anonim (Categorie: locuire) (Tip: Așezare)                                               | sat Moldoveni, comuna Moldoveni             | Dealul Gabăra | Cucuteni - B           |            | 46°50′00″N 26°51′00″E / 46.83333°N 26.85°E      | Încărcați imagine | Raportați eroare |
| 123237.01.02 (Cod LMI: NT-I-m-B-10518.01)  | Situl arheologic de la Moldoveni - "Dealul Gabăra" / ansamblu anonim (Categorie: locuire) (Tip: Necropolă)                                             | sat Moldoveni, comuna Moldoveni             | Dealul Gabăra | sec. II - IV           |            | 46°50′00″N 26°51′00″E / 46.83333°N 26.85°E      | Încărcați imagine | Raportați eroare |